# کریستین فرولیش
کریستین فرولیش (انگلیسی: Christian Fröhlich؛ زادهٔ ۲۷ اکتبر ۱۹۷۷) بازیکن فوتبال اهل آلمان است.
از باشگاه‌هایی که در آن بازی کرده‌است می‌توان به باشگاه فوتبال دینامو درسدن، باشگاه فوتبال کارل زایس ینا، باشگاه فوتبال مونیخ ۱۸۶۰، باشگاه فوتبال کیکرز اوفنباخ، باشگاه فوتبال سن پائولی، و باشگاه فوتبال کمنیتس اشاره کرد.
وی همچنین در تیم‌های ملی فوتبال زیر ۲۱ سال آلمان و زیر ۲۳ سال آلمان بازی کرده‌است.